# Batalla de Magnèsia
La batalla de Magnèsia va ser lliurada l'any 190 aC prop de Magnèsia, en les planures de Lídia, entre l'Exèrcit romà, dirigit pel cònsol Luci Corneli Escipió i el seu germà, el general Escipió l'Africà, amb el seu aliat Èumenes II de Pèrgam contra l'exèrcit d'Antíoc III el Gran, de l'Imperi Selèucida, recolzat pels gàlates. La decisiva victòria romana va acabar la guerra pel control de Grècia. La principal font històrica d'aquesta batalla és Titus Livi, que falseja la història per ampliar la glòria militar romana i la seva superioritat moral. També hi ha un relat escrit per Apià, amb faltes similars.

## Antecedents
Després que la guerra contra Antíoc III el Gran acabés a Grècia, aquesta es va desplaçar a Anatòlia, on el cònsol Luci Corneli Escipió va perseguir els selèucides que es retiraven. Abans de la seva derrota a Grècia, Antíoc havia reclutat un nou exèrcit, amb el qual va decidir lluitar contra els romans en una batalla a tot o res aprofitant la seva superioritat numèrica. Però va cometre el mateix error de tots els monarques que van lluitar contra Roma: el de confiar en la superioritat numèrica per derrotar les legions romanes, d'un exèrcit compost per grans nombres de camperols sense entrenament militar i de mercenaris.

## Batalla
La batalla va començar amb una càrrega de la cavalleria selèucida formada per catafractes a l'ala dreta romana comandada per Antíoc III. La càrrega va fer que l'ala dreta es retirés del camp, i fos perseguida per part de la cavalleria selèucida, fent una maniobra similar a la batalla de Gaugamela, que també va deixar el camp per aconseguir el seu objectiu. L'aliat romà Èumenes II de Pèrgam, comandant l'ala dreta del seu exèrcit, va contraatacar el flanc esquerre selèucida i va aconseguir que aquest es desbandés.
Al centre, els selèucides van utilitzar les seves falanges i els elefants de guerra en intervals. La formació selèucida consistia que entremig de la falange es col·loquessin tres elefants, cosa que va facilitar que els romans espantessin els elefants i així crear desordre en les files enemigues. Així van aconseguir flanquejar les falanges i destruir-les.
Malgrat la presència d'Hanníbal i Escipió l'Africà durant la campanya, cap dels dos va ostentar un lloc rellevant durant la batalla, ja que mentre que Hanníbal es va haver de conformar a ser un assessor militar d'Antíoc, Escipió era al llit, malalt.

## Conseqüències
Després d'un armistici pactat entre Antíoc III el Gran i la República Romana, l'exèrcit romà va lliurar una campanya contra els gàlates que va soscavar políticament la posició de l'Imperi Selèucida a Àsia Menor. Els romans havien tingut un gran avantatge al llarg de la seva campanya gràcies al fet que no hi havia un objectiu polític. Tots els petits poders havien tingut l'ocasió d'aliar-se amb Roma perquè aquesta no va tractar d'annexionar-los en aquest moment. Per contra, l'estratègia d'Antíoc mai no havia tingut sentit. Antíoc va descobrir que el mar Egeu era una frontera natural per a un Estat basat en Babilònia, com va fer abans que ell Xerxes I de l'Imperi Aquemènida. Si Antíoc volia avançar a Grècia, el que calia era una posició de poder naval rellevant al mar Mediterrani abans d'enviar el seu exèrcit a l'oest.
Després de la victòria romana, Antíoc III es va veure obligat a signar el Tractat d'Apamea, en què va ser obligat a pagar una gran indemnització de guerra de 15.000 talents juntament amb la renúncia a importants territoris a l'Àsia Menor. Les muntanyes del Taure es van convertir en la nova frontera. L'armada selèucida també es va veure limitada pels tractats. El tractat va fer començar la decadència de l'Imperi Selèucida i va posar fi a totes les ambicions d'Antíoc III de convertir-se en el proper Alexandre el Gran per dret propi.
Altres punts de vista afirmen que la veritable amenaça per a l'Imperi Selèucida va arribar des de l'est. El Taure és una frontera fàcilment defensable, i als selèucides els va ser millor sense haver de fer front a la turbulència política de Grècia i havent adquirit una gran distància entre ells i Roma. La majoria de les terres perdudes només havien estat conquerides al 213 aC. Gran part de l'Imperi Selèucida d'aquest moment no va arribar a tornar a veure un exèrcit romà en els temps successius. La potència econòmica dels selèucides va ser Babilònia, que mai es va consolidar a l'Imperi Romà.
Pel que fa a Luci Corneli Escipió, el comandant romà responsable de la victòria, li va ser concedit el sobrenom d'«Asiàtic». Però no va ser Luci qui es va encarregar de castigar els gàlates, que havien donat suport als selèucides durant la batalla, d'allò s'encarregaria Gneu Manli Vulsó, que s'hi enfrontaria en l'anomenada Guerra Gàlata.